# 石庄乡
石庄乡，是中华人民共和国江西省抚州市崇仁县下辖的一个乡镇级行政单位。

## 行政区划
石庄乡下辖以下地区：
七里亭村、石庄村、官山村、尧家村、富溪村、水库村和曾家村。